# Heinz Bongartz
Ne doit pas être confondu avec Heinz-Günter Bongartz.
Heinz Bongartz (Krefeld, 31 juillet 1894, Dresde, 2 mai 1978) est un chef d'orchestre et compositeur allemand.

## Biographie
Bongartz a étudié de 1908 à 1914 au Conservatoire de musique de sa ville natale de Krefeld ainsi qu'avec Elly Ney, Otto Neitzel et Fritz Steinbach. En 1919, sa carrière professionnelle a commencé en tant que chef de chœur. En 1923 déjà, il était directeur d'opéra du Théâtre Municipal de Mönchengladbach. Dans les années 1924-1926, Bongartz était Kapellmeister du Konzerthausorchester Berlin, de 1926 à 1930 chef d'orchestre de la Meininger Hofkapelle (alors appelée Landesorchester dem Land Thüringen), puis jusqu'en 1933, Musikalischer Oberleiter à Gotha. Dans les années 1933-1937, il a occupé le poste de premier Staatskapellmeister à Cassel et a été directeur musical de 1939 à 1944 à Sarrebruck. En 1941, il a rejoint le parti nazi.
Bongartz après ces années de travail dédiées à la direction d'opéras, s'est tourné vers le concert et est devenu directeur musical de l'Orchestre philharmonique de Dresde, dont il a été le chef principal de 1947 à 1963. En 1946 et 1947, Bongartz a enseigné la direction d'orchestre à l'Académie de Musique de Leipzig. En 1969, il est devenu membre correspondant de l'Académie des arts de Berlin (Est).
Comme chef d'orchestre, il s'est attaché à diriger principalement à des œuvres de compositeurs contemporains (comme Paul Hindemith) et s'est fait une réputation avec ses interprétations d'œuvres de Johannes Brahms et Anton Bruckner. Il a laissé des enregistrements d'œuvres de Beethoven, Brahms, Rachmaninov, Reger, Hindemith et d'œuvres de compositeurs contemporains de la RDA.
Parmi les élèves de Heinz Bongartz, on trouve Kurt Masur.
Bongartz a été en 1950-1952 député du Parlement de l'État de Saxe (de).

## Compositions
- Zwei Suiten für Orchester (1940 et 1949)
- Verwandlungen und Fuge über ein Thema von Mozart (1942)
- Orchesterlieder « Japanischer Frühling », pour soprano et orchestre (1943)
- Burleske und Scherzo (1957)
- Patria o muerte (1961)
- Sinfonie (1964)
- Rembrandt-Suite (1967)

## Honneurs
Heinz Bongartz a reçu la Bannière du Travail, l'ordre du Mérite patriotique (RDA) (Ehrenspange zu Gold), le prix national de la République démocratique allemande.
Depuis 1990, une rue de Dresde porte son nom. Une plaque a été posée sur son domicile Oeserstraße 5 à Dresde-Loschwitz.